# Aire protégée du Nouveau-Brunswick
Les aires protégées du Nouveau-Brunswick sont des zones de protection et de mise en valeur de la nature de cette province du Canada. À la fin de 2009, il y avait 98 aires protégées protégeant 2 613 km2, soit 3,63 % du territoire.

## Niveau fédéral
Le Canada possède au Nouveau-Brunswick 4 types d'aires protégées réparties dans 2 ministères. Environnement Canada protège les deux parcs nationaux, Fundy et Kouchibouguac via l'agence Parcs Canada. Ils protège un total de 444 km2.
Par biais le service canadien de la Faune, Environnement Canada est aussi responsable des réserves nationales de faune et des refuges d'oiseaux migrateurs. Il y a 5 réserves nationales de faune protégeant 60 km2 et 3 refuges d'oiseaux migrateurs protégeant 9 km2.
Finalement Pêches et Océans Canada possède une zone de protection marine, soit l'Estuaire-de-la-Musquash qui protège 12 km2.
Au total, le fédéral protège 465 km2, soit 0,06 % de la province.

## Niveau provincial
La province du Nouveau-Brunswick possèdent deux types d'aires protégées, soit les parcs provinciaux et les zones naturelles protégées.

### Parcs provinciaux

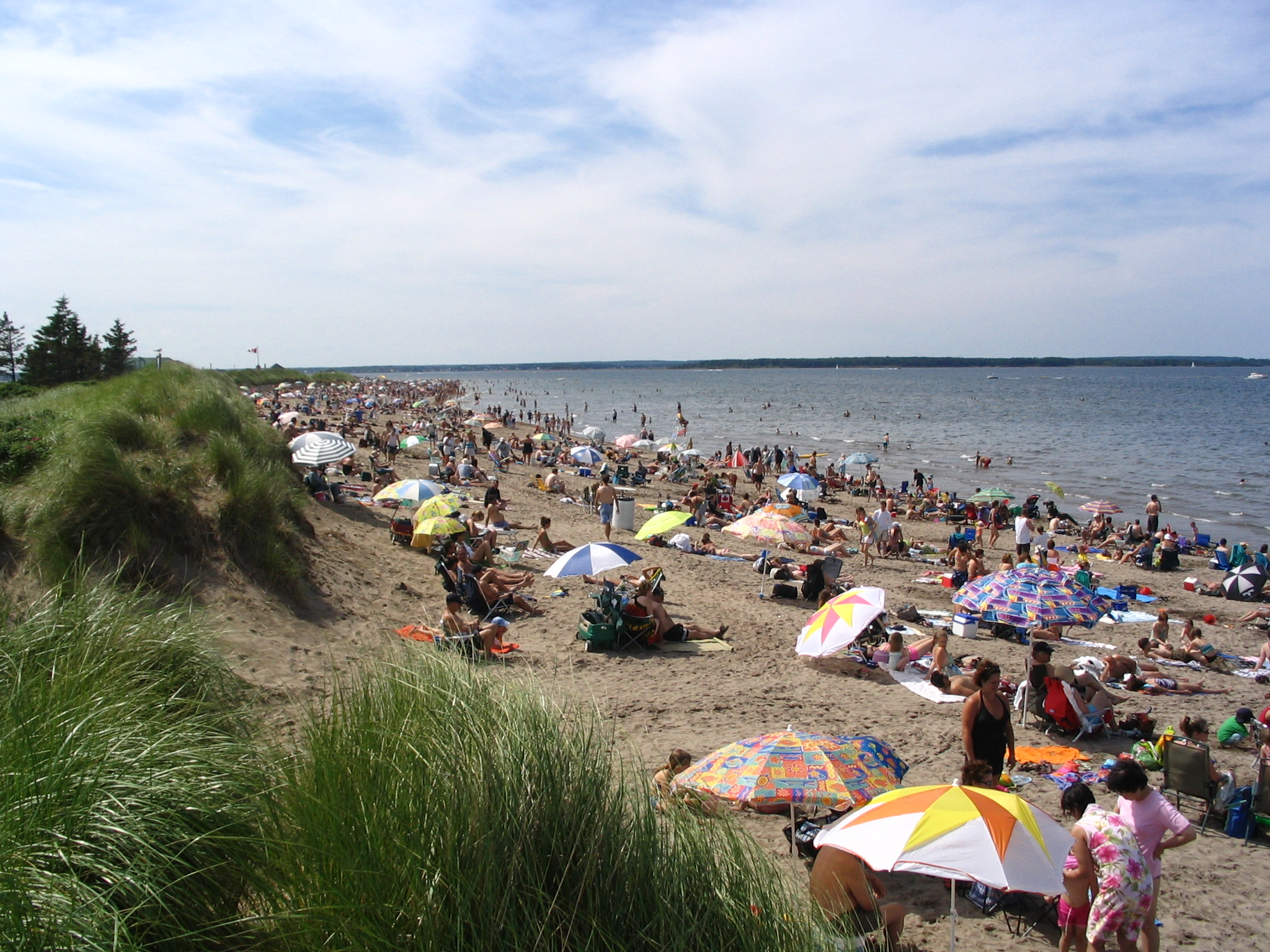
Parc provincial de la Plage-Parlee

Il y a 36 parcs provinciaux dans la province du Nouveau-Brunswick. 16 sont gérés directement par le ministère du Tourisme et des Parcs (en). Les 20 autres sont administrés par le ministère des Ressources naturelles et gérées par des tiers, soit des municipalités ou des entreprises privées. La plupart des parcs provinciaux du Nouveau-Brunswick sont de faible superficie, seuls trois parcs ont plus de 10 km2 et un seul, le parc provincial du Mont-Carleton, dépasse 100 km2.